# Napeogenes incas
Napeogenes incas är en fjärilsart som beskrevs av Felix Bryk 1953. Napeogenes incas ingår i släktet Napeogenes och familjen praktfjärilar. Inga underarter finns listade i Catalogue of Life.